# Кубинско-пакистанские отношения
Кубинско-пакистанские отношения - двусторонние отношения между Республикой Куба и Исламской Республики Пакистан. Отношения между странами укрепились после того, как Куба оказала гуманитарную помощь жертвам землетрясения в Кашмире в 2005 году. Обе страны продолжают укреплять двусторонние отношения, особенно в сфере высшего образования, сельского хозяйства, промышленности, науки и технологий, а также провели переговоры о военном сотрудничестве.

## История
Дипломатические отношения между двумя странами были первоначально установлены 28 октября 1955 года. В 1963 году Пакистан открыл посольство на Кубе, и Куба ответила взаимностью. Однако посольство было закрыто в 1968 году и вновь открылось в 1980 году. Но в 1990 году оно было снова закрыто по экономическим причинам. С этого времени до 2005 года между странами не было официальных отношений. Только после землетрясения в Кашмире в 2005 году, когда Куба направила гуманитарную помощь пострадавшим, то появилась возможность восстановить дипломатические отношения. Дипломатические отношения между двумя странами продолжаются совсем недавно. В 2006 году и Куба, и Пакистан выразили готовность укреплять двусторонние отношения между двумя странами. Президент Пакистана Первез Мушарраф и заместитель министра иностранных дел Кубы Бруно Родригес Паррилья провели 24 мая 2006 года встречу для обсуждения двусторонних вопросов. Во время встречи присутствовал также заместитель генерал-майора Фаррухсейра, генерал-хирург пакистанской армии. 1 ноября 2006 года посол Кубы в Пакистане Густаво Мачин Гомес объявил на пресс-конференции, что Куба и Пакистан поддерживают дипломатические отношения в течение последних шести месяцев и что обе страны «хотят улучшить эти отношения во всех областях». В апреле 2008 года федеральный кабинет Пакистана одобрил переговоры по соглашению между Гаваной и Исламабадом о создании совместной пакистано-кубинской экономической комиссии с целью расширения экономического сотрудничества между двумя странами. Двусторонние переговоры были также направлены на расширение сотрудничества в области сельского хозяйства, промышленности, продовольствия, высшего образования, науки и технологий.

## Помощь Кубы после землетрясения в Кашмире
После землетрясения в Кашмире в 2005 году Куба направила более 2400 врачей и среднего медицинского персонала и создала 32 полевых госпиталя и два лагеря для оказания помощи в Северо-Западной пограничной провинции (СЗПП) и в Джамму и Кашмире. Всего было совершено 36 транспортных рейсов. Помимо медсестер, фельдшеров и врачей, в первые два полета участвовали только врачи, прошедшие военную подготовку. Тонны медицинского оборудования и медикаментов отправило правительство Кубы. Примерно 30 пациентов с ампутированными конечностями были доставлены на Кубу для лечения. Президент Пакистана Первез Мушарраф выразил удовлетворение усилиями Фиделя Кастро и высоко оценил услуги кубинских медицинских брига. Доктор Хуан Карлос Мартин, директор кубинского полевого госпиталя в Музаффарабаде, сказал: "Мы знали, что это должны быть меры по оказанию помощи по замкнутому циклу. Мы не только должны были привезти лекарства и врачей, мы должны были предоставить все необходимое — больница, электричество, водопровод, кровати — для работы этой больницы ". С октября 2005 г. по 24 января 2006 г. кубинские медицинские бригады провели 601 369 консультаций, 5 925 операций, включая 2 819 крупных операций, и обслужили их в 44 различных точках в пострадавшем от землетрясения регионе.
В заявлении Министерства иностранных дел говорится, что «президент Первез Мушарраф выразил глубокую признательность правительству и народу Пакистана за существенную помощь, предоставленную Кубой в работе по оказанию помощи и восстановлению». Президент Первез Мушарраф встретился с заместителем министра иностранных дел Кубы Бруно Роднгесом Паррильей, который нанес прощальный визит президенту в аван-э-садар. На встрече присутствовал также генерал-майор Фаррух Сеир, заместитель хирурга генерал армии Пак. В заявлении также говорилось, что «президент сказал, что вклад Кубы в наши усилия по оказанию помощи всегда будет помнить народ Пакистана».
Усман Захир Меер основал Ассоциацию дружбы с Кубой в 2006 году, а именно Ассоциацию дружбы Пак Куба.

## Сообщения между главами двух государств
В 2007 году Первез Мушарраф заявил, что двусторонние отношения должны быть укреплены в ближайшие годы. В послании тогдашнему президенту Кубы Фиделю Кастро Мушарраф сказал:

От имени правительства и народа Пакистана и от себя лично мне доставляет огромное удовольствие поздравить Ваше Превосходительство, а также правительство и народ Кубы по случаю Дня революции Республики Куба. Я пользуюсь этой возможностью, чтобы передать вашему превосходительству наши наилучшие пожелания скорейшего выздоровления, а также дальнейшего прогресса и процветания народа Республики Куба— 
.
После того, как Рауль Кастро стал президентом Кубы, Мушарраф поздравил его с президентством и направил ему сообщение:

От имени народа и правительства Пакистана и от себя лично я хочу выразить вам самые теплые поздравления в связи с вашим избранием на пост президента Республики Куба.
Вознесение Вашего Превосходительства на этот высокий пост свидетельствует о доверии и уверенности народа Кубы в Вашем безупречном руководстве и выдающихся заслугах.
Пакистан и Куба разделяют общие идеалы и представления о лучшем и более справедливом мире. Я уверен, что существующие дружественные и кооперационные связи между Пакистаном и Кубой будут и дальше расширяться и углубляться в течение вашего срока полномочий.
Я пользуюсь этой возможностью, чтобы пожелать всяческих успехов в ваших усилиях по дальнейшему прогрессу и процветанию народа Кубы.
Примите, Ваше Превосходительство, уверения в моем самом высоком уважении— 
.

## Образование
В 2005 и 2006 годах Комиссия по высшему образованию (HEC) направила 354 студента на Кубу для изучения медицины и хирургии на стипендию, предложенную правительством Кубы. Д-р С. М. Раза из HEC сказал, что Куба предоставила Пакистану 1000 стипендий, и система здравоохранения на Кубе лучше, чем в США. Посол Кубы Густаво Мачин Гомес сказал, что пакистанские студенты получат лучшее медицинское образование, признанное Всемирной организацией здравоохранения (ВОЗ), и будут иметь полную религиозную и культурную свободу. Он также указал на тот факт, что студенты-мусульмане впервые получают образование на Кубе. Д-р Мухтар Ахмед из HEC выразил благодарность Кубе за предоставление этих стипендий.
Обе страны разработали планы по улучшению сотрудничества в сфере высшего образования, особенно в области биотехнологии, которые будут включать обмен учеными, совместные исследовательские программы и сотрудничество между промышленными предприятиями Кубы и Пакистана. Доктор Атта-ур-Рахман, председатель HEC, на встрече с Гомесом предложил совместный инвестиционный план по созданию института последипломного образования в Пакистане, Центра передового опыта в области биотехнологии, с помощью Кубы. В этом институте будет 100 докторов наук, более 1000 студентов и 20 кубинских ученых. Атта-ур-Рахман также подчеркнул необходимость налаживания взаимного сотрудничества между биотехнологическими институтами Пакистана и Кубы. Он попросил Гомеса найти на Кубе партнерские институты для Национального института биологии и генной инженерии (NIBGE) в Файсалабаде, Центра прикладной молекулярной биологии (CAMB) в Лахоре и Центра молекулярной медицины доктора Панджвани (PCMM) в Карачи.

## Торговые отношения
15 марта 2007 года Гомес IN на встрече с Шахидом Хасаном Шейхом и Якубом Тахиром Изхаром, президентом и старшим вице-президентом Торгово-промышленной палаты Лахора (LCCI), выразил положительное мнение о потенциале пакистанского риса, текстиля, кожи и спортивные товары на кубинском рынке и сказал, что бизнесмены из Пакистана получат это преимущество благодаря помощи кубинского посольства в Пакистане. Он добавил, что с целью укрепления отношений между двумя странами Торгово-промышленная палата Кубы готова подписать Меморандум о взаимопонимании (МоВ) с LCCI. Гомес сказал, что у Кубы хорошие отношения с Пакистаном на протяжении 52 лет, и теперь бизнесмены Пакистана и Кубы должны сотрудничать в интересах обеих стран.
Хасан Шейх дал Гомесу полную уверенность в укреплении двусторонних отношений и сказал, что Пакистан готов экспортировать на Кубу больше текстиля, хлопка, оптических фотографий, рыбы, овощей, круп, сахара, мукомольных продуктов, молочных продуктов, кондитерских изделий из сахара в дополнение к электронным товарам. изделия из кожи, керамика, мебель и т. д., и будет ввозить из островного государства большее количество фармацевтических продуктов, неорганических химикатов и руд.

## Военное сотрудничество
В марте 2008 года посол Густаво Мачин Гомес встретился с генералом Тариком Маджидом, председателем Объединенного комитета начальников штабов (CJCSC) в штабе Объединенного штаба, и обсудил вопросы, касающиеся военного сотрудничества. Оба они положительно оценили развитие отношений между двумя странами и выразили оптимизм в отношении того, что двустороннее сотрудничество будет расширяться в различных областях. Маджид подчеркнул, что Пакистан сформировал мощную оборонную инфраструктуру как в оборонном производстве, так и в форме военных академий, чтобы оказывать помощь и сотрудничать с вооружёнными силами Кубы. Он также сказал, что обе страны должны использовать свой потенциал для расширения военного сотрудничества.

## Гомес на конференции IPS
В мае 2008 года, выступая в Институте политических исследований (IPS) в Исламабаде, Гомес сказал, что 356 студентов из Пакистана завершили свой первый год обучения на Кубе, а следующая партия находится в процессе отправки. Хуршид Ахмед, председатель IPS, который также был членом Jamaat-e-Islami (JI), сказал, что перед США Пакистану «есть чему поучиться у Кубы». Он также сказал, что антиимпериализм был наиболее важным аспектом борьбы Кубы, заявил, что «Куба показала, что слабые могут встать и противостоять сверхдержаве», и заключил, что "мы играем вторую скрипку после США в их борьбе. Пакистан должен отказаться от своей рабской политики ".